# Далмеллингтон
Далме́ллингтон (англ. Dalmellington, скотс Dawmellinton, гэльск. Dail M’Fhaolain) — небольшой город в Шотландии в округе Ист-Эршир.

## История
Поселение в этом месте существовало с давних времён. Предположительно появления здесь человека произошло около 6000 лет назад, когда первые люди начали продвижение с западного побережья вдоль рек вглубь суши. Достоверно установлено, что постоянное население здесь было во времена неолита, о чём свидетельствуют обнаруженные захоронения и следы применения примитивных орудий труда. Последние исследования установили присутствие древних людей у озера Лох-Дун. Предполагается также возможность существования кранногов как та этом озере, так и на озере Богтон-Лох.
В период Средневековья Далмеллингтон был частью владений Кайла Стюарта[уточнить] и управлялся норманны, которых король приглашал для контроля над страной. Норманны от имени короля собирали дань и осуществляли суд. В этот период был построен Далмеллингтонский холм (англ. The Dalmellington Motte).
Считается, что поселение играло важную роль в древности, так как находилось на предполагаемой римской дороге через долину Дун. Возможно, оно было римской крепость. Во время Ковенантского движения поблизости располагался отряд из 900 воинов. В окрестностях построено два замка: Лох-Дун и Лайт Альпин.
В XVIII веке Далмеллингтон был небольшой деревней с числом жителей около 500, однако признаки будущего превращения в современный город наблюдались уже тогда. Здесь добывался высококачественный уголь, который отправлялся в Галлоуэй. После изобретения Джеймсом Уаттом парового двигателя началась интенсивная разработка угольных пластов в шахтах, а в 1858 году для транспортировки угля была построена железная дорога.
Помимо угледобычи жители города занимались разведением скота: стада овец насчитывали до 8000 голов, черных шотландских коров — до 800 голов. Для переработки шерсти было построено две фабрики, где работало 30 человек. Это производство обеспечивало городу процветание. Пряжа отправлялась на ковровую фабрику в Килмарнрок, пока хозяин прядильни не создал собственный цех ковроткачества, где непрерывно работало 8 станков. Вторая прядильня также обзавелась цехом, который изготавливал из пряжи одеяла, пледы, упаковочный материал.
В XX веке угледобыча была основным производство, но шахтёрам приходилось осваивать всё более отдалённые месторождения. К 1940-м годам в окрестностях города действовало 8 шахт общей производительностью 124 000 т угля в гол. С истощением этих источников угледобытчики перешли на добычу угля открытым способом.